# Cséfalvay Pál
Cséfalvay Pál (Dunakiliti, 1934. január 14. – Esztergom, 2010. december 6.) Esztergom-vízivárosi plébános, protonotárius, kanonok, a Keresztény Múzeum igazgatója.

## Pályája
Cséfalvay Pál Dunakilitiben született 1934. január 14-én. Középiskoláit a mosonmagyaróvári piarista, az esztergomi és pannonhalmi bencés gimnáziumban végezte. A Budapesti Hittudományi Akadémia növendéke volt 1953 és 1959 között. 1958. június 15-én szentelték pappá Esztergomban.
Káplán volt Lábatlanon 1962–63-ban, az Esztergom-Szent Anna plébánián 1963–65-ben, Tokodaltárón 1965–66-ban, karkáplán Esztergom-Vár főplébánián 1966–69-ben, káplán Budapest-Csillaghegyen 1969–73-ban. Közben az ELTE Bölcsészettudományi Karán művészettörténész diplomát szerzett 1972-ben.
1973-ban lett az esztergomi Főszékesegyházi Kincstár gyűjteménykezelője és a Keresztény Múzeum ügyvezetője, majd 1976-tól annak igazgatója. Közben kiegészítő tanulmányok folytatott Párizsban az Institut Catholique-on 1974 és 76 között. Esztergom-Vízivárosban 1982-ben lett plébános. Oktatott a Vitéz János Katolikus Tanítóképző Főiskolán és az Esztergomi Hittudományi Főiskolán. Vezetőségi tagja volt az Országos Egyházművészeti és Műemléki Tanácsnak, továbbá az Esztergom-Budapesti Főegyházmegye Művészeti Bizottságának, tagja az Arbeitsgemeinschaft Kirchlicher Museen und Schatzkammern-nek.
2001-ben megrendezte a Magyar Kereszténység Ezer Éve című kiállítást a Vatikánban és a Magyar Nemzeti Múzeumban. Nevéhez fűződik a 2006-ban a esztergomi bazilika felszentelésének 150. évfordulója alkalmából az esztergomi egyházi gyűjteményekből (Főszékesegyházi Kincstár, a Prímási és Káptalani Levéltár, a Bibliothéka, a Keresztény Múzeum, kiegészülve a városi Balassa Bálint Múzeummal) megrendezett kiállítás, mely a székesegyház építésének történetét mutatta be.
Elnyerte a Móra Ferenc-díjat és a Komárom-Esztergom Megyéért díjat. 2010. augusztus 1-jén vonult nyugállományba, december 6-án hajnalban hunyt el. A szentgyörgymezői temetőben nyugszik.
Több könyve jelent meg, főleg Esztergom és annak egyházi gyűjteményeivel kapcsolatban.

## Főbb művei
- Az esztergomi főszékesegyházi kincstár; Corvina, Bp., 1984
- Az esztergomi bazilika, kincstár és vármúzeum; Helikon, Bp., 1992 (Múzeumi kalauz)
- Keresztény Múzeum, Esztergom; összeáll., bev. Cséfalvay Pál, fotó Mudrák Attila; Corvina, Bp., 1993
- Az esztergomi bazilika kincstára; szöveg Cséfalvay Pál, fotó Mudrák Attila; InfoGroup, Bp., 1996
- 100 éves a dunakiliti templom; Dunakiliti Község Önkormányzata, Dunakiliti, 2010